# 예이건

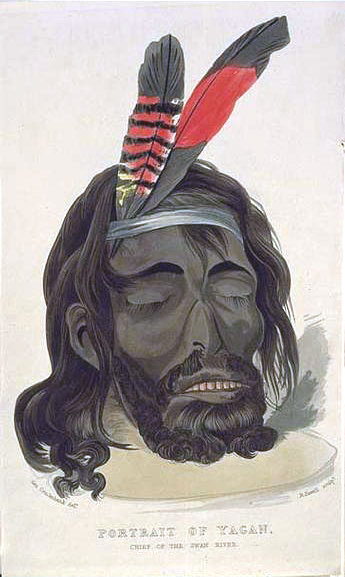

예이건(Yagan, 1795년경 ~ 1833년 7월 11일)은 호주 원주민의 한 부족인 늉아족의 전사이다. 퍼스에 정착하여 그 땅을 지배한 유럽 사람에 대한 원주민의 저항 운동에서 그는 중요한 역할을 했다. 이주민을 몇번이나 습격한 예이건은 현상금이 걸려 결국 유럽의 젊은이들에게 사살되었다. 웨스턴오스트레일리아에서 그의 죽음은 정착자들이 원주민에 행한 부정이나 때로는 야만하기 짝이없는 처우를 이룬 상징으로 전승되고 있다. 그리고 예이건은 눈가족의 용사로 호주 전역에 알려져있다. 예이건의 머리는 런던에 보내져 "인류학의 진품"으로 한 세기 이상 박물관에 전시됐다. 이 목은 1964년에 무연 묘지에 묻혀 잊혀졌지만, 1993년 위치가 확인되면서 4년 후에 파헤쳐져 오스트레일리아에 반환되었다. 이후 그를 다시 매장하는 방법은 퍼스의 원주민 사이에서 큰 논쟁과 충돌이 생겨 당분간 그것은 실현되지 못했다.